# 勧修寺尹豊
勧修寺 尹豊（かじゅうじ ただとよ）は、安土桃山時代の公家（公卿）。堂上家である勧修寺家（名家、藤原北家高藤流甘露寺支流）の第12代当主。
権大納言であった第11代当主・勧修寺尚顕の子。母は石清水八幡宮検校・澄清の娘。室は右京亮・伊勢貞遠の娘。実子に権大納言・勧修寺晴右、山城守・結城忠正の室、右近将監・畠山家継（西谷内畠山）の室などがいる。極位極官は、正二位（一位記返上）・内大臣。

## 生涯
文亀3年（1503年）、勧修寺尚顕の子として誕生。室町幕府第10代将軍・足利義尹（のちの義稙）から偏諱を受け、尹豊と名乗る（「豊」は第4代当主・経豊の1字）。
天文元年（1532年）8月8日、参議。
天文5年（1536年）、中納言。
天文10年（1541年）、権大納言。
天文21年（1552年）9月、従一位。
天文21年（1552年）10月、辞官。
元亀3年（1572年）正月、准大臣。
元亀3年（1572年）閏正月、内大臣（数日後辞任）。
元亀3年（1572年）2月3日、出家し、法名は紹可と名乗る。
文禄3年2月1日（1594年3月22日）、死去。享年92。

## 人物
尹豊は武家伝奏を務め、多くの武家と交流があった。日記に『尹豊公記』があり、同記の影印本が『歴代残闕日記』に収められている。

## 系譜
- 父：勧修寺尚顕
- 母：石清水八幡宮検校澄清の娘
- 妻：伊勢貞遠の娘
  - 男子：勧修寺晴秀（1523-1577）
- 生母不詳の子女
  - 女子：結城忠正室
  - 女子：畠山家継室